# Вајвајмај
Вајвајмај је ненасељено острвце у саставу атола Нукунону у оквиру острвске територије Токелау у јужном делу Тихог океана. Налази се у источном делу атола, између острваца Тима и Те Нону. Прекривено је тропским растињем.